# Ron Shelton
Ronald Wayne Shelton, född 15 september 1945 i Whittier, Kalifornien, är en amerikansk regissör och manusförfattare.
1988 regisserade Shelton sin första film Bull Durham, med Kevin Costner i huvudrollen. Shelton skrev även filmens manus och nominerades till en Oscar för bästa originalmanus.

## Filmografi (urval)
- 1988 – Bull Durham (manus och regi)
- 1989 – Blaze (manus och regi)
- 1992 – White Men Can't Jump (manus och regi)
- 1996 – Tin Cup (manus och regi)
- 1999 – Play It to the Bone (manus och regi)
- 2003 – Brottsplats Hollywood (manus och regi)
- 2003 – Bad Boys II (manus)